# ノジャン＝シュル＝セーヌ
ノジャン＝シュル＝セーヌ （Nogent-sur-Seine）は、フランス、グラン・テスト地域圏、オーブ県のコミューン。

## 地理
コミューン内をセーヌ川が通過する。川は2つの運河で補われ、そのために2つの島ができている。2つのうち1つ、オリーヴ島は全体が森で覆われ、遊歩道が整備されている。もう1つの島は、岸を2つの古い橋でつながれている。2つの島は堰でつながっている。この堰は上部が弧線橋である長い貯水池となっている。
運河はノジャンに製粉所を設けるためつくられた。ノジャンは、セーヌ川を航行可能な地点として最も上流にある。
市街は左岸を主として発展した。歴史、行政、商業の中心である。右岸は都市工業地帯で、湿地に向かって伸びている。
ノジャンについては、上流にあるノジャン原子力発電所の記述なしに語れない。この原子力発電所には165mの高さの冷却塔が2本ある。

## 歴史

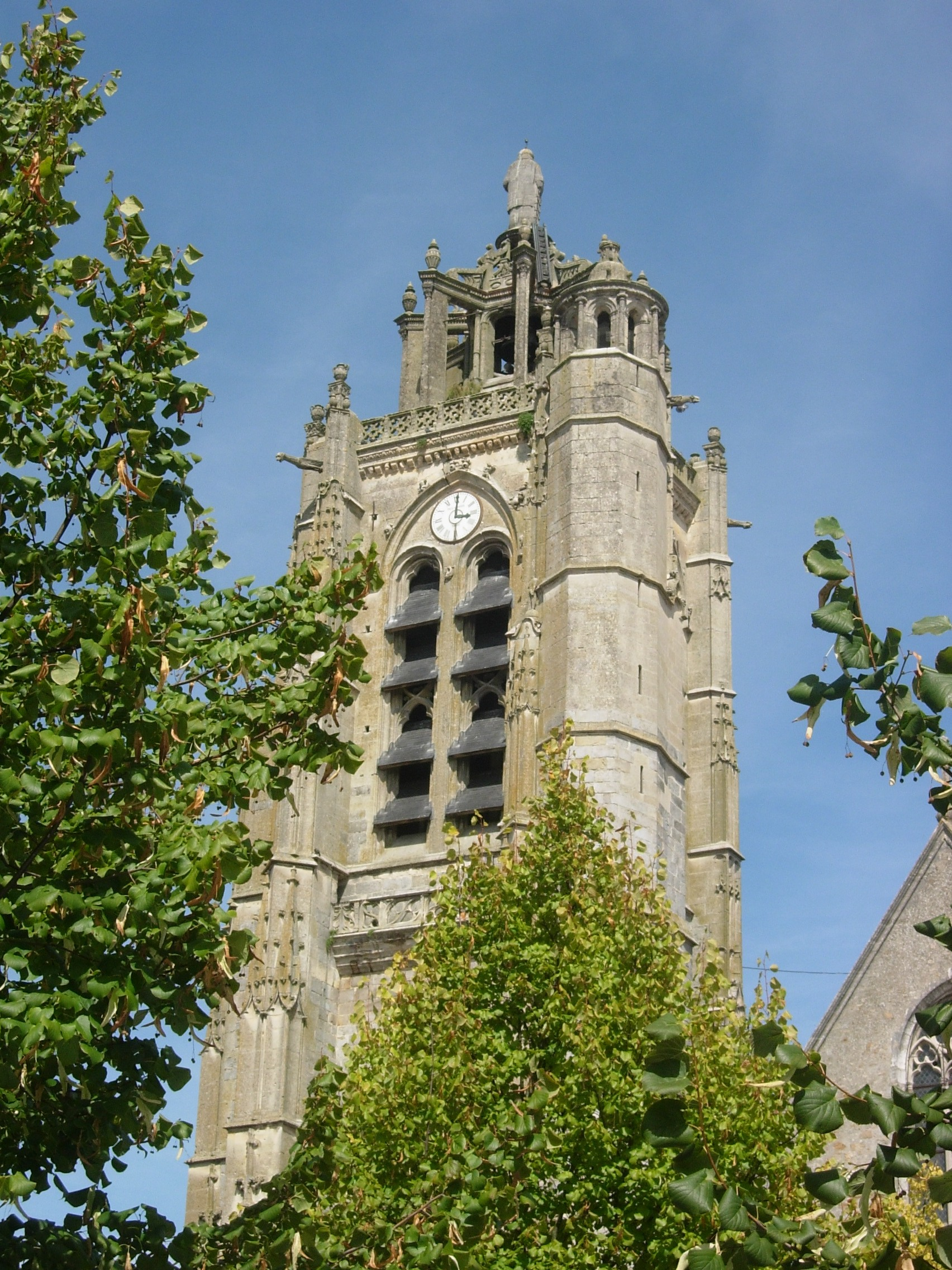
サン＝ローラン教会の塔

ローマ時代より知られていたノジャンは、12世紀にはシャンパーニュ伯領に属していた。
1359年6月23日、ノジャン近郊において、トロワ司教アンリ・ド・ポワティエ対ウスタシュ・ダブリシュクール率いるイングランド＝ナヴァール連合軍の戦闘が起こった。
1442年、1814年の2度、コミューンは大火にみまわれた。1814年、ノジャンにおいて起きたフランス遠征中のヴュルテンベルク軍とナポレオン軍の衝突が有名である。

## 文学
- ギュスターヴ・フローベール作、『感情教育』 - 七月王政期のノジャンが舞台として登場する。

## 史跡
- サン＝ローラン教会 - 15世紀から16世紀。オルガンと塔はルイ14世の賛辞を受けた。
- オテル・ド・ヴァルヴィル - 17世紀。元は徴税人ヴァルヴィルの邸宅。1814年のナポレオン遠征の戦闘で市役所が破壊されたため、この建物に機能が移された。現在は式典行事や、地元アーティストの作品展示の場所として使用されている。
- メゾン・クローデル - 17世紀。カミーユ・クローデルとポール・クローデル姉弟ら一家が約3年間暮らした。この間、カミーユはジョゼフ・ラミュやアルフレッド・ブーシェのレッスンを受けていた。
- サッソ製粉所 - コミューンの発展はこの製粉所とともにあった。1880年にピエール・サッソがオーナーとなり、1901年にサイロを建設。1994年より農業産業会社スフルが本社機能をおく。

## 人口統計
| 1962年 | 1968年 | 1975年 | 1982年 | 1990年 | 1999年 | 2006年 |
| ------ | ------ | ------ | ------ | ------ | ------ | ------ |
| 3 777  | 4 447  | 4 671  | 5 009  | 5 505  | 5 963  | 6 060  |

source=INSEE, et Cassini

## 出身者
- ポール・デュボワ - 彫刻家

## 姉妹都市
- リーラジンゲン＝ヴォルブリンゲン、ドイツ
- 、ジョール・ファディウス、セネガル